# تام بامفورد
تام بامفورد (انگلیسی: Tom Bamford؛ ۱۸۸۷ – ۹ اوت ۱۹۴۴ (aged 57)) بازیکن فوتبال اهل بریتانیا بود.
از باشگاه‌هایی که بامفورد در آن بازی کرده‌است می‌توان به باشگاه فوتبال روچدیل و باشگاه فوتبال برنلی اشاره کرد.